# Bershka
Bershka är en spansk budgetklädkedja som tillhör Inditex och som grundades 1988, med tonåringar som främsta målgrupp. 
Bershka har 639 butiker i 42 länder, förutom Spanien bland annat Makedonien, Hongkong, Frankrike, Österrike, Ungern, Ryssland, Kroatien, Bosnien, Montenegro, Litauen, England, Belgien, Colombia, Portugal, Polen, Guatemala, Irland, Slovenien, Serbien, Grekland, Singapore, Cypern, Turkiet, Rumänien, Italien, Malta, Mexiko, Holland, El Salvador, Lettland, Venezuela, Estland, Jordanien, Egypten, Förenade Arabemiraten och Libanon.